# 牧野康重
牧野 康重（まきの やすしげ、延宝5年9月22日（1677年10月18日） - 享保7年11月28日（1723年1月4日））は、越後与板藩の第3代藩主、信濃小諸藩の初代藩主。越後長岡藩分家牧野家3代。
下野足利藩主（のち常陸笠間藩主）本庄宗資の五男。母は隠俊実（五摂家･二条家の家司）の娘。正室は小倉藩主小笠原忠雄の娘（小倉新田藩主・小笠原真方の養女）。子に康周（長男）、六角広安（次男、六角広豊の養子）、康徳（四男）、娘（柳生俊峯正室のち水野忠之正室のち大島義苗室）、娘（小笠原定政正室）。官位は従五位下、周防守。
幼名は伊弥吉。通称は大蔵。先代藩主牧野康道の長男の康澄が早世したため、貞享5年（1688年）7月29日に康道の養嗣子となる。元禄2年（1689年）7月3日の康道の隠居により跡を継いだ。元禄9年（1696年）12月22日に叙任する。元禄15年（1702年）9月12日、5000石加増の上で信濃小諸藩に移封された。享保7年（1722年）11月28日に死去し、跡を長男の康周が継いだ。

## 系譜
父母
- 本庄宗資（実父）
- 隠俊実の娘（実母）
- 牧野康道（養父）

正室
- 染姫 - 小笠原忠雄の娘、小笠原真方の養女

側室
- 孝壽院

子女
- 牧野康周（長男） 生母は孝壽院
- 六角広安（次男）
- 牧野康徳（四男）
- 柳生俊峯正室、のち水野忠之正室、のち大島義苗室
- 小笠原定政正室